# Gaststätte Staufeneck (Esslingen)

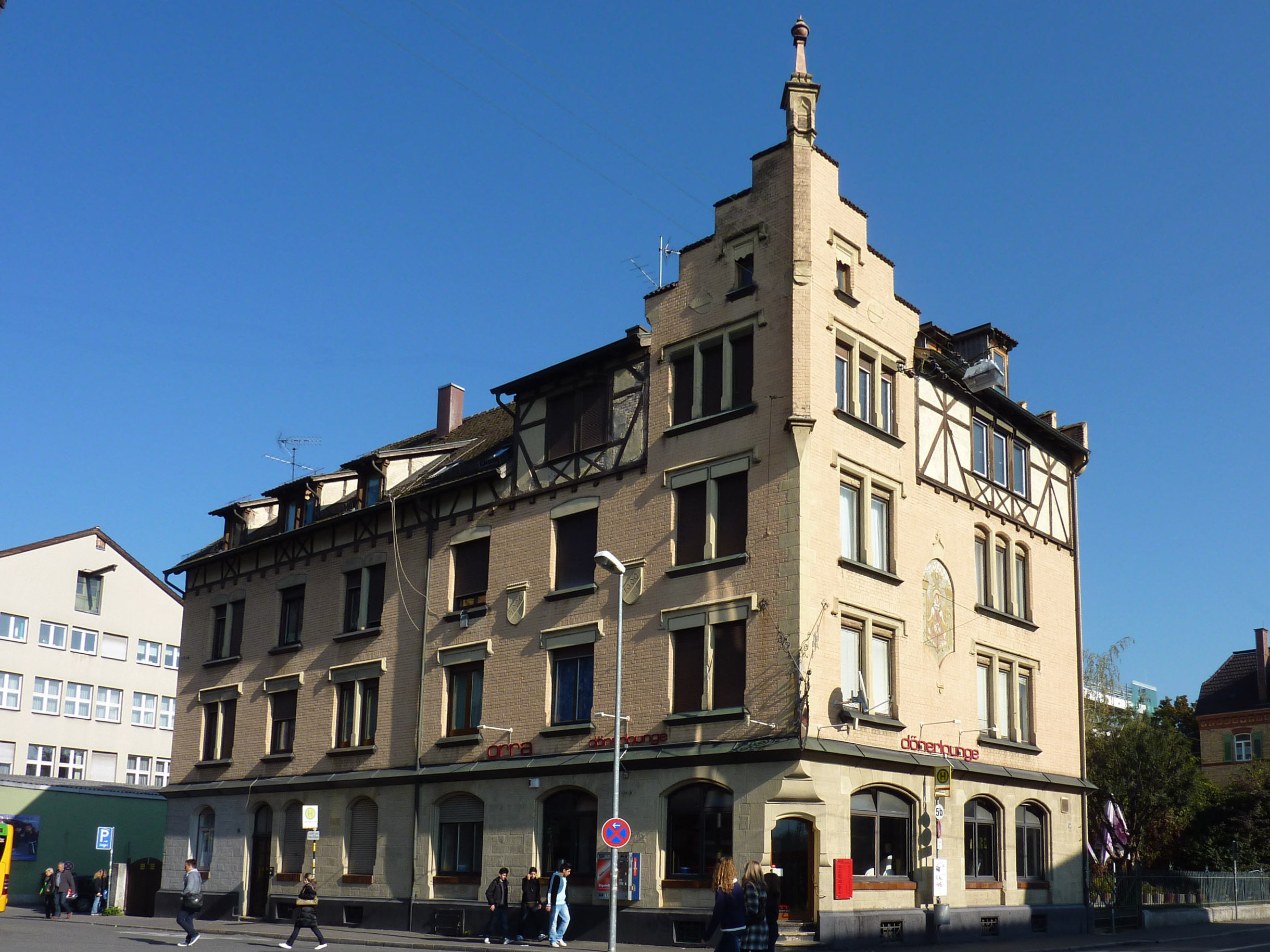
Ecksicht

Die ehemalige Gaststätte Staufeneck in der Fleischmannstraße 10 / Kollwitzstraße 2 in Esslingen am Neckar ist ein historistisches Bauwerk von Hermann Falch.

## Geschichte
Falch entwarf die Gaststätte, die samt Nebengebäude, Garten und Einfriedung als Baudenkmal gilt, für die Esslinger Brauereigesellschaft. Sie wurde in den Jahren 1899/1900 als dreigeschossiges Haus an der Ecke Fleischmannstraße/Kollwitzstraße errichtet. Im Erdgeschoss befanden sich die Gaststätte und die Brauerei. 1981 wurden durch einen Brand der dritte Stock sowie das Treppenhaus zerstört.
Falch wählte für die Gaststätte „altdeutsche“ Stilelemente wie Fachwerkzonen, gotische Gesimse, den über Eck gesetzten Treppengiebel und Türmchen. Ein schmiedeeiserner Ausleger für das Wirtshausschild sowie die Wappenreliefs mit der Bauinschrift „Anno 1900“ sind pseudomittelalterliche Elemente. An der Fassade zur Fleischmannstraße befindet sich eine Sonnenuhr, deren Hintergrund eine Rundbogennische mit aufgemaltem Jugendstilengel bildet.
Erhalten geblieben ist auch der originale Gartenzaun. In der Nordostecke des Grundstücks steht das zweigeschossige Nebengebäude aus Backstein.

Fassade zur Fleischmannstraße
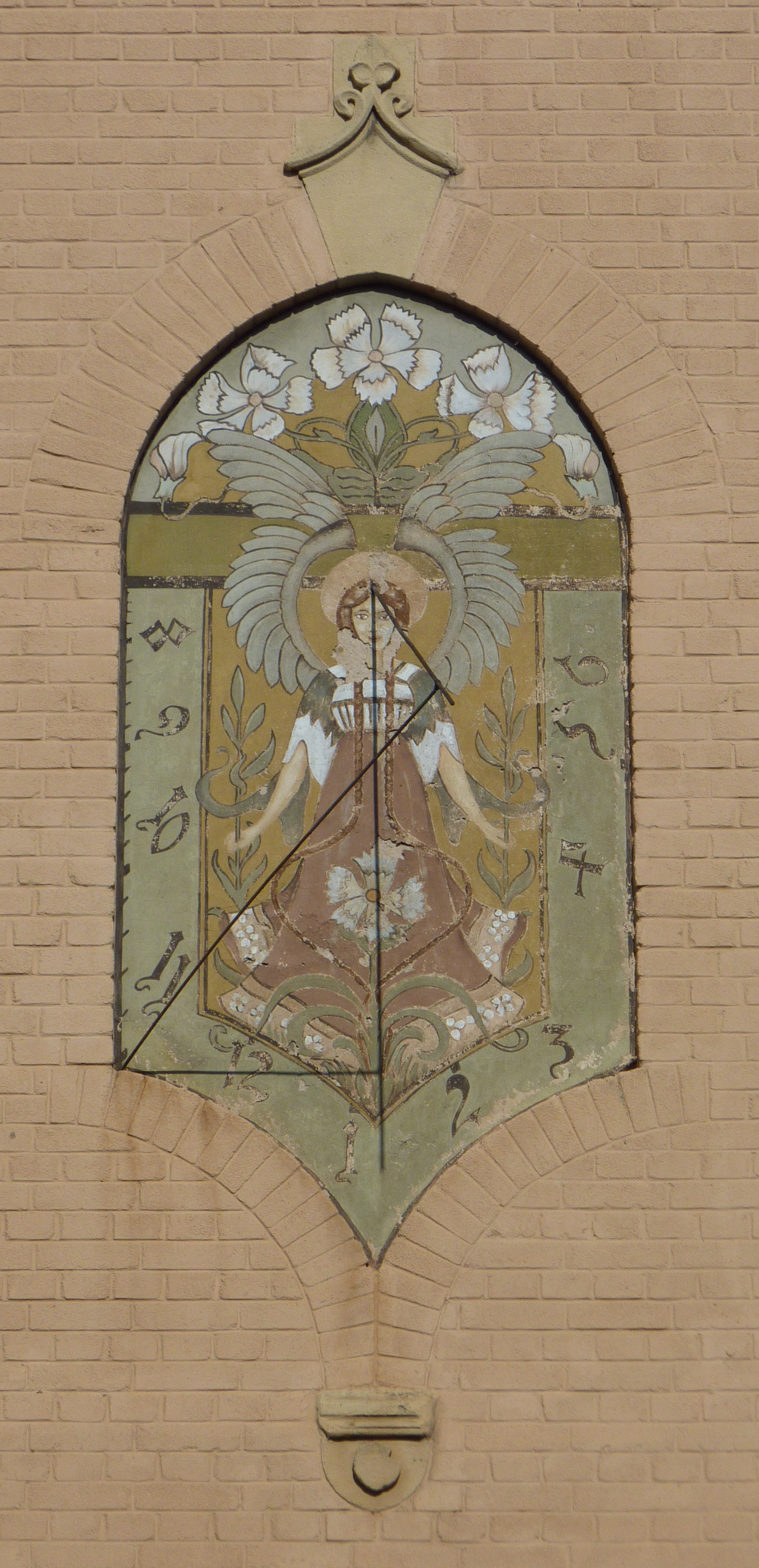
Die Sonnenuhr
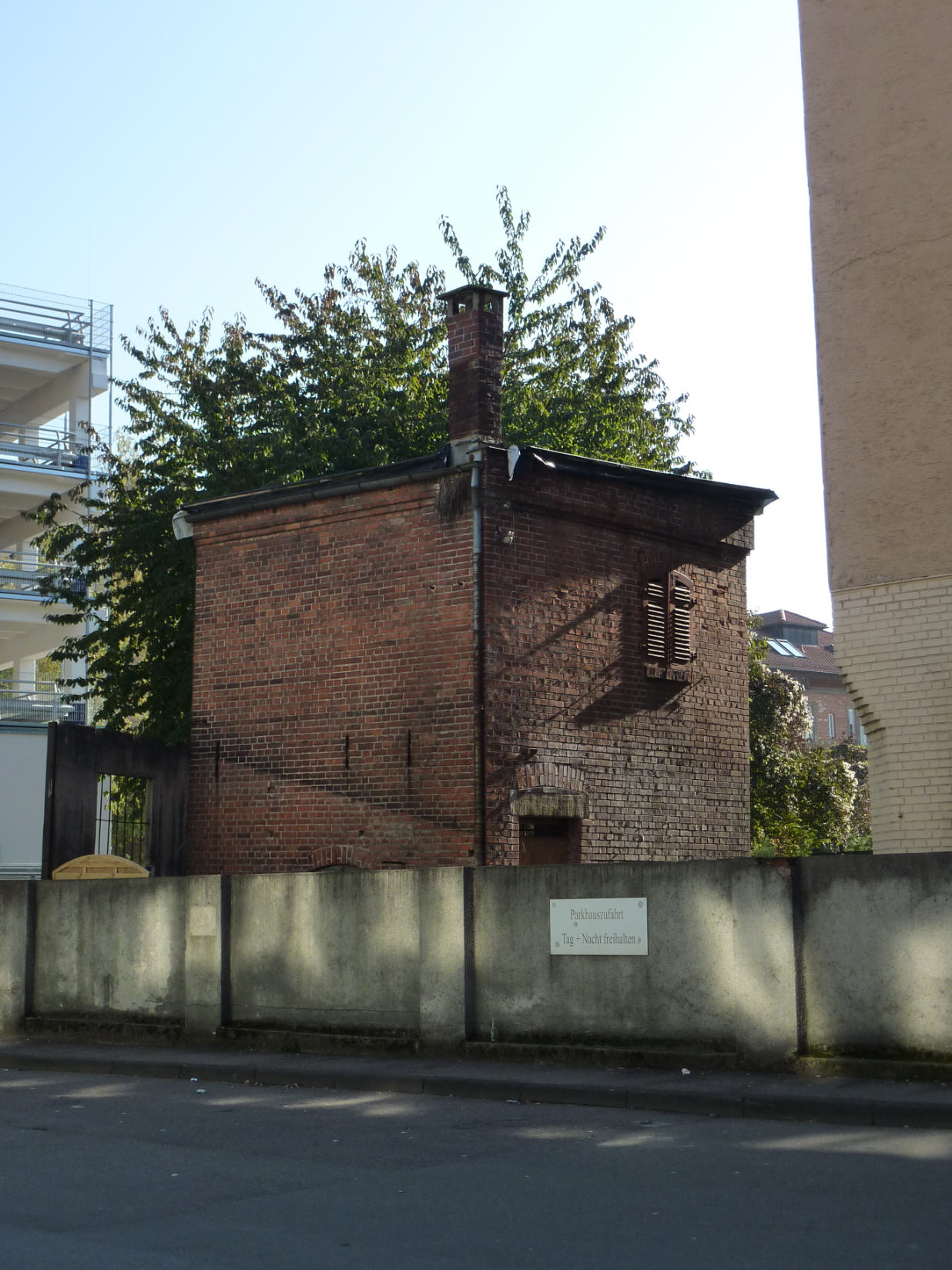
Das Nebengebäude